# Роджерс, Мартин (футболист, 1960)
Мартин Роджерс (англ. Martyn Rogers; 26 января 1960 — 29 февраля 1992) — английский футболист, защитник.

## Футбольная карьера
Уроженец Ноттингема, в мае 1976 года Роджерс подписал любительский контракт с «Манчестер Юнайтед», присоединившись к его академии. В январе 1977 года подписал с клубом профессиональный контракт. 22 октября 1977 года 17-летний защитник дебютировал за «Юнайтед», выйдя в стартовом составе на позиции левого защитника в матче Первого дивизиона против «Вест Бромвич Альбион». В той игре «Юнайтед» был разгромлен на выезде со счётом 0:4. Больше в основном составе «Манчестер Юнайтед» Роджерс не появлялся, в июле 1979 года покинул клуб.
В июле 1979 года перешёл в был продан в «Куинз Парк Рейнджерс» за 7500 фунтов. В концовке сезона 1979/80 провёл за команду два матча на позиции правого защитника в рамках Второго дивизиона. В мае 1981 года покинул клуб в качестве свободного агента.
В мае 1981 года перешёл в австралийский клуб «Сидней Олимпик». Провёл в команде пять лет, выиграл в её составе Кубок национальной футбольной лиги (NSL Cup) в 1983 и 1985 году.

## Смерть
29 февраля 1992 года сделал два телефонных звонка: своей матери, сообщив ей, что он в Сингапуре, и своей подруге, сообщив ей, что он в Австралии. Позднее в тот же день его обнаружили мёртвым в автомобиле в Рингвуде (графство Хэмпшир). Он умер от отравления угарным газом. Вероятно, это было самоубийство. В том же месяце при похожих обстоятельствах покончил с собой другой экс-игрок «Манчестер Юнайтед» Алан Дейвис.